# استوسیا هواک
استوسیا هواک (به لاتین: Estância Roque) یک روستا در کیپ ورد است که در بخش شرقی جزیره فوگو قرار دارد. در سال ۲۰۱۰ جمعیت آن ۴۱۱ نفربود. موقعیت جغرافیایی آن در ۳ کیلومتری غرب شهرستان کووا فیگیرا و در ۱۹ کیلومتری شرق جزیره سائو فلیپه است. مکان‌های نزدیک به این روستا عبارت است از، فیگریا پائو در جنوب و کابکا فاندائو در شمال غربی.
این روستا بخشی از سانتا کاتارینا دو فوگو است که در منطقه‌ای از (شهرداری) کیپ ورد واقع شده. این منطقه در بخش جنوب شرقی جزیره فوج، که مساحت آن (۱۵۲۹۵کیلومتر مربع) را پوشش می‌دهد و ۱۴درصد از جمعیت آن (۵۲۹۹ نفر در سرشماری سال ۲۰۱۰) بوده‌است. مرکز آن شهرستان کووا فیگریا است. شهرداری سانتا کاتارینا در فوگو در سال ۲۰۰۵ایجاد شد؛ قبل از سال ۲۰۰۵، این یک روستا از شهرداری سن فلیپه بود.